# Rue de Romainville (Montreuil)
Pour les articles homonymes, voir Rue de Romainville.
La rue de Romainville est un des axes du centre historique de Montreuil, en Seine-Saint-Denis.

## Situation et accès

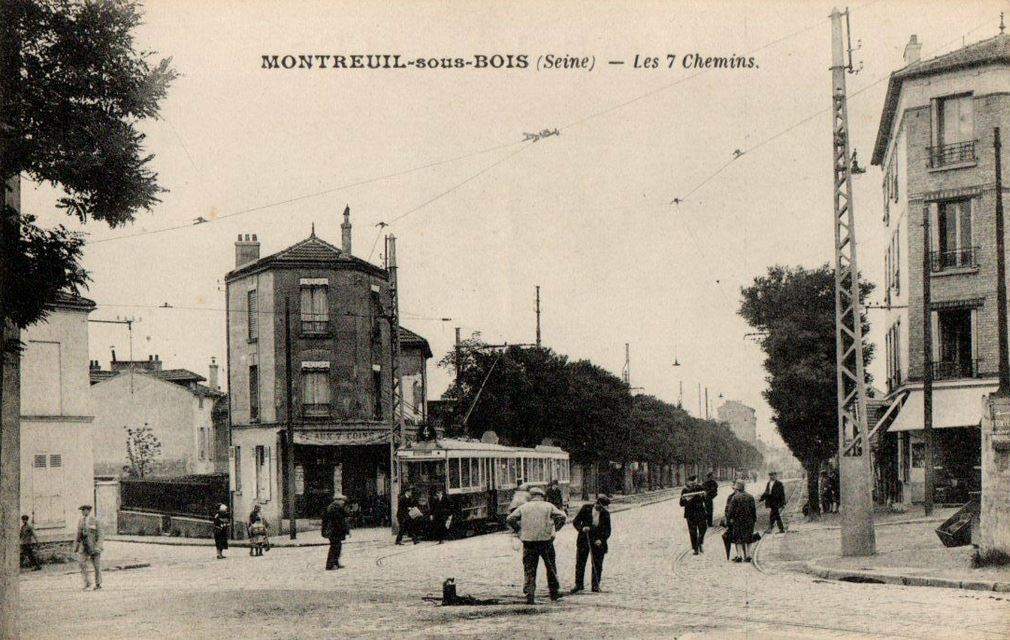
Les Sept-Chemins.

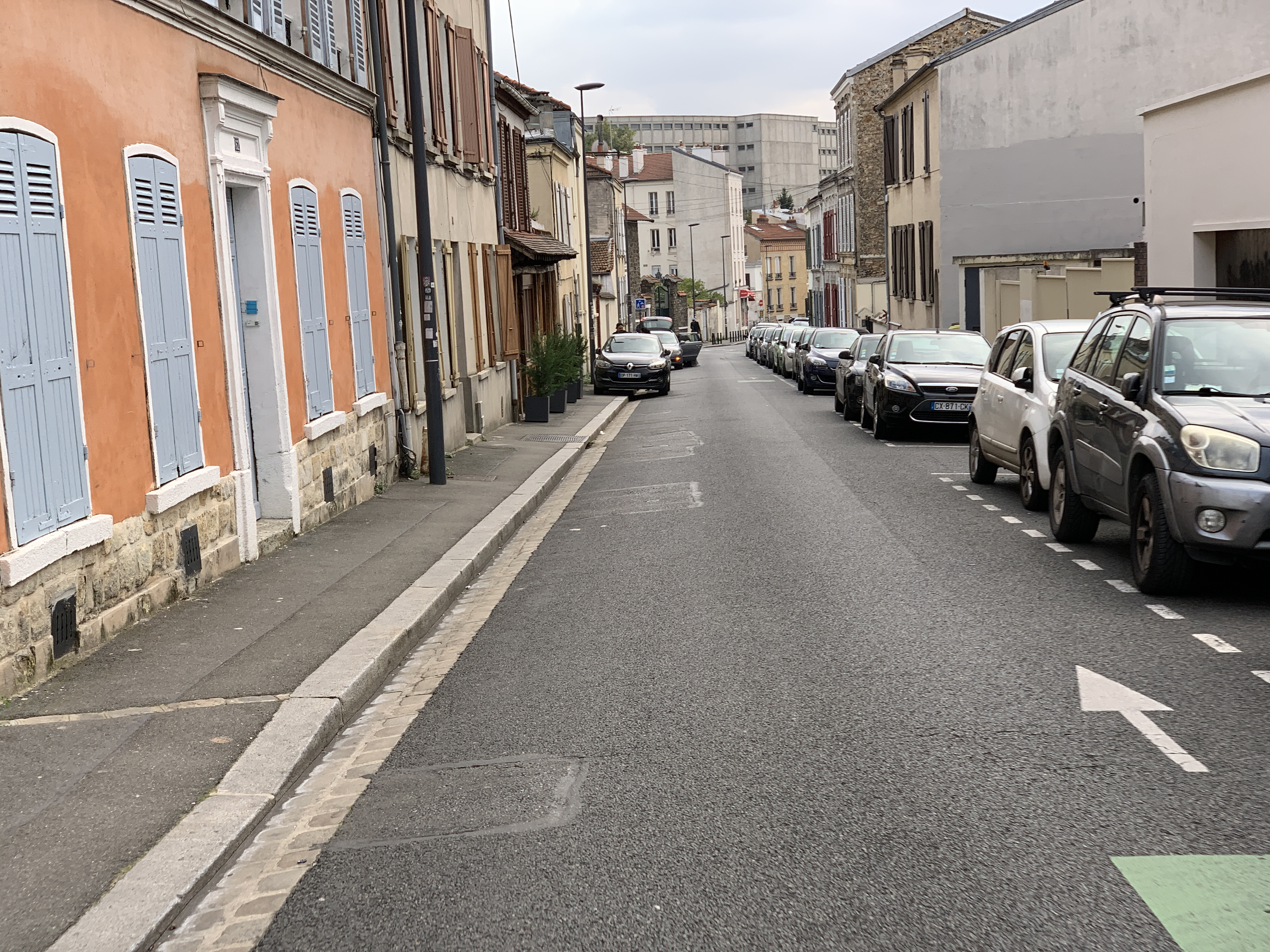
La rue près du carrefour des Sept-Chemins en octobre 2020.

Cette rue orientée du nord au sud commence son tracé au carrefour de la rue Jean-Jaurès à Romainville et de l'avenue du Docteur-Fernand-Lamaze. Elle se confond tout d'abord avec la route de Montreuil, et marque la limite de Romainville, passant notamment la rue Saint-Denis puis la rue des Ramenas.
Après la rue Berlioz, lle passe notamment par le carrefour des Sept-Chemins, où elle rencontre la route nationale 302, au boulevard Paul-Vaillant-Couturier, la rue des Épernons, la rue Baudin et la rue des Hanots.
Elle se termine place Anna-Politovskaïa, anciennement place de l'Église, où se rencontrent la rue Pierre-Pépin, le boulevard Henri-Barbusse et la rue Franklin.
Son relief en pente fait que cette rue est, en cas de pluie, fréquemment inondée par les eaux venant du quartier du Haut-Montreuil, qui s'écoulent vers la rue Franklin et la place Jean-Jaurès.

## Origine du nom

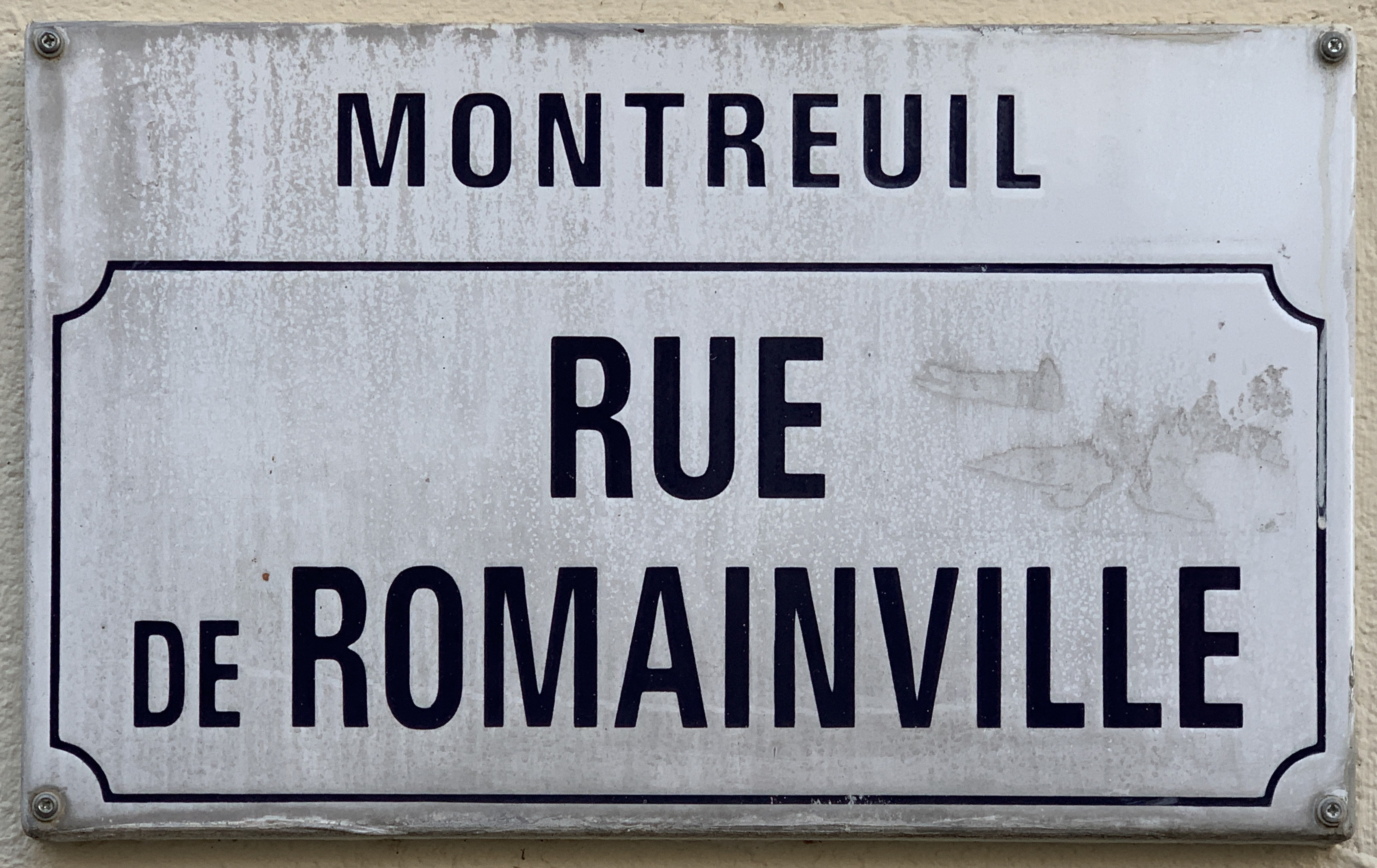
Plaque de la rue.

Cette voie est le chemin le plus direct menant à Romainville.

## Historique
A l’origine le nord de la rue était appelé « chemin de Romainville à Montreuil », tandis que la partie la plus proche du centre-ville portait le nom de « rue Basse-Saint-Père »,, par opposition à la rue Haute-Saint-Père, aujourd'hui rue Danton.

## Bâtiments remarquables et lieux de mémoire
- Église Saint-Pierre-et-Saint-Paul de Montreuil
- L'acteur Lino Ventura a habité avec sa mère au numéro 57 de cette rue[6], à son arrivée d'Italie en juin 1927[6].